# 小行星7172
小行星7172（英語：7172 Multatuli）是一颗围绕太阳公转的小行星。1988年2月17日，艾瑞克·怀特·埃尔斯特在拉西拉天文台发现了此天体。
这颗小行星的绝对星等为54.29977等。